# Konstantin V. (Armenien)

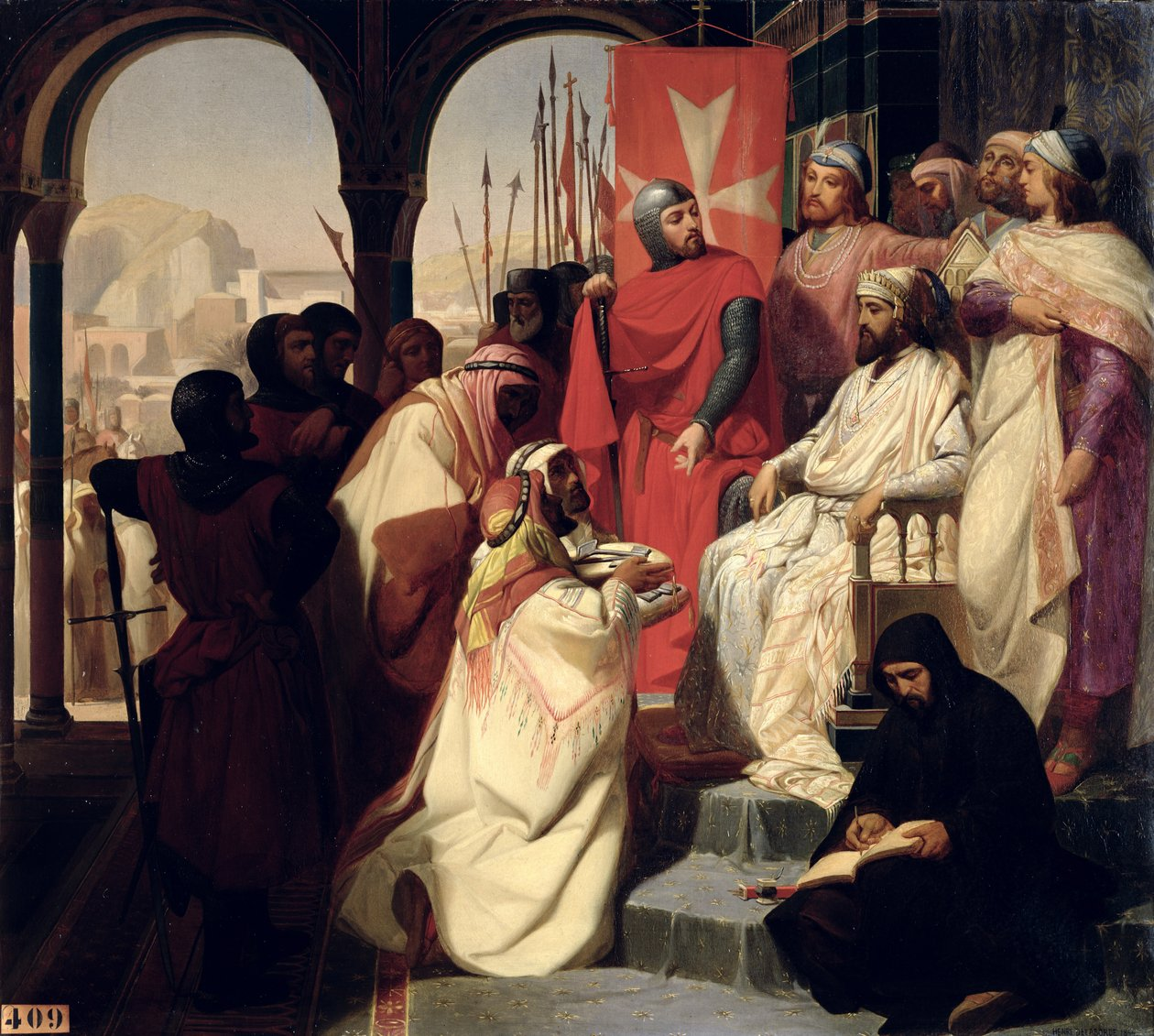
Konstantin V. von Armenien auf seinem Thron mit dem Hospitalitern. „Les chevaliers de Saint-Jean-de-Jerusalem rétablissant la religion en Arménie en 1347“ („Die Ritter vom Orden des St. Johannes zu Jerusalem stellen 1347 den wahren Glauben in Armenien wieder her.“), Gemälde von Henri Delaborde, 1844.

Konstantin V. (armenisch Կ ո ս տ անդին, translit. Gosdantin; * 17. April 1313; † 21. Dezember 1362) war der zweite lateinische König von Kleinarmenien aus der Lusignan-Dynastie. Er herrschte von 1344 bis 1362.
Konstantin war der Sohn von Marschall Balduin von Neghir und Pertzerpert, einem Neffen von König Hethum I. und Marie von Barbaron und ein entfernter Cousin seines Vorgängers König Konstantin IV.
Nachdem Konstantin IV. während eines Aufstands der armenischen Barone 1344 getötet worden war, folgte ihm Konstantin V., der sofort versuchte, alle anderen Thronanwärter aus dem Weg zu räumen. Die Neffen von Konstantin IV., Bohemund und Leon VI., entkamen, bevor der von Konstantin V. in Auftrag gegebene Mord durchgeführt werden konnte, nach Zypern.
Die muslimischen Mamluken eroberten den Hafen Ayas am 23. Mai 1347. 1359 nahmen sie die Städte Adana und Tarsos ein und besetzten den gesamten östlichen Teil des Reiches, das „ebene Kilikien“. Dadurch war das Königreich auf den westlichen Teil, der als „raues Kilikien“ bezeichnet wird, reduziert.
Konstantin war der erste Ehemann von Marie von Armenien, der Tochter des armenischen Regenten von Kleinarmenien Oschin von Korykos und Johanna von Anjou, einer Tochter des Titularkaisers von Konstantinopel, Philipp I. von Tarent.
Konstantin V. starb eines natürlichen Todes. Sein Nachfolger wurde Konstantin VI.